# Johann Adam Schöpf

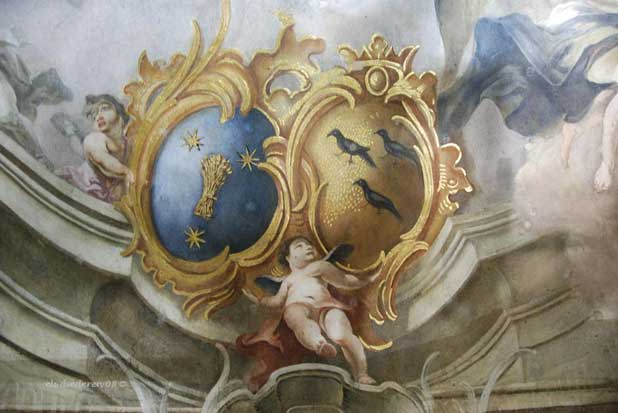
Detail van plafondfresco uit 1751 in de Sint-Gerlachuskerk in Houthem

Johann Adam Schöpf (Stadtamhof bij Regensburg, 1702 - Pfaffenhofen an der Glonn, 1772) was een Duits barokschilder. Hij werkte voornamelijk in Beieren, Bohemen en het Keurvorstendom Keulen. In Nederlands Limburg schilderde hij het barokinterieur van de parochiekerk van Houthem. Kunsthistorisch valt zijn werk onder de Zuid-Duitse barok of rococo (1720-1770).

## Levensbeschrijving
Johann Adam Schöpf werd geboren als zoon van de Beierse meubelmaker en beeldsnijder Jakob Schöpf. Vanaf 1716 was hij in opleiding als schilder bij Joseph Anton Merz in Straubing. Van 1726 tot 1743 verbleef hij in Praag, waar hij werkte als frescoschilder in onder andere de Loretokerk op de Praagse Hradčany en het stadhuis van České Budějovice. Schöpf was een aanhanger van keurvorst Karel Albrecht van Beieren en werd om die reden in 1743 uit Praag verbannen.
In 1745 werd hij hofschilder van de Keulse keurvorst en aartsbisschop Clemens August. In 1749 verhuisde hij om die reden naar Bonn, waar hij werkte aan diverse kerken en keurvorstelijke paleizen (onder andere het Bonner Stadsslot en het Slot Poppelsdorf). Rond 1750 schilderde hij de fresco's van de Heilige Trap in de Kruisbergkerk in Bonn en de Heilige-Geestkapel van het Slot Augustusburg in Brühl. Ook decoreerde hij in die tijd de Sint-Clemenskerk in Münster. 
In 1751 beschilderde hij de Sint-Gerlachuskerk in Houthem, de vroegere kloosterkerk van een adellijk kloostercomplex, thans Château St. Gerlach geheten, met muur- en gewelffresco's  in rococo-stijl, die het leven van de heilige Gerlachus van Houthem uitbeelden. Waarschijnlijk werd hij hierbij geholpen door enkele medewerkers, waaronder zijn zoon Johann Nepomuk Schöpf. 
Na 1753 ging hij weer in Beieren wonen. Daar werkte hij onder andere aan een trappenhuisfresco in het kasteel van Sünching en aan plafondschilderingen in kerken in Pfaffenhofen an der Glonn en Beuern-Greifenberg. Zijn laatste jaren verbleef Schöpf op een landgoed ten noorden van München. 

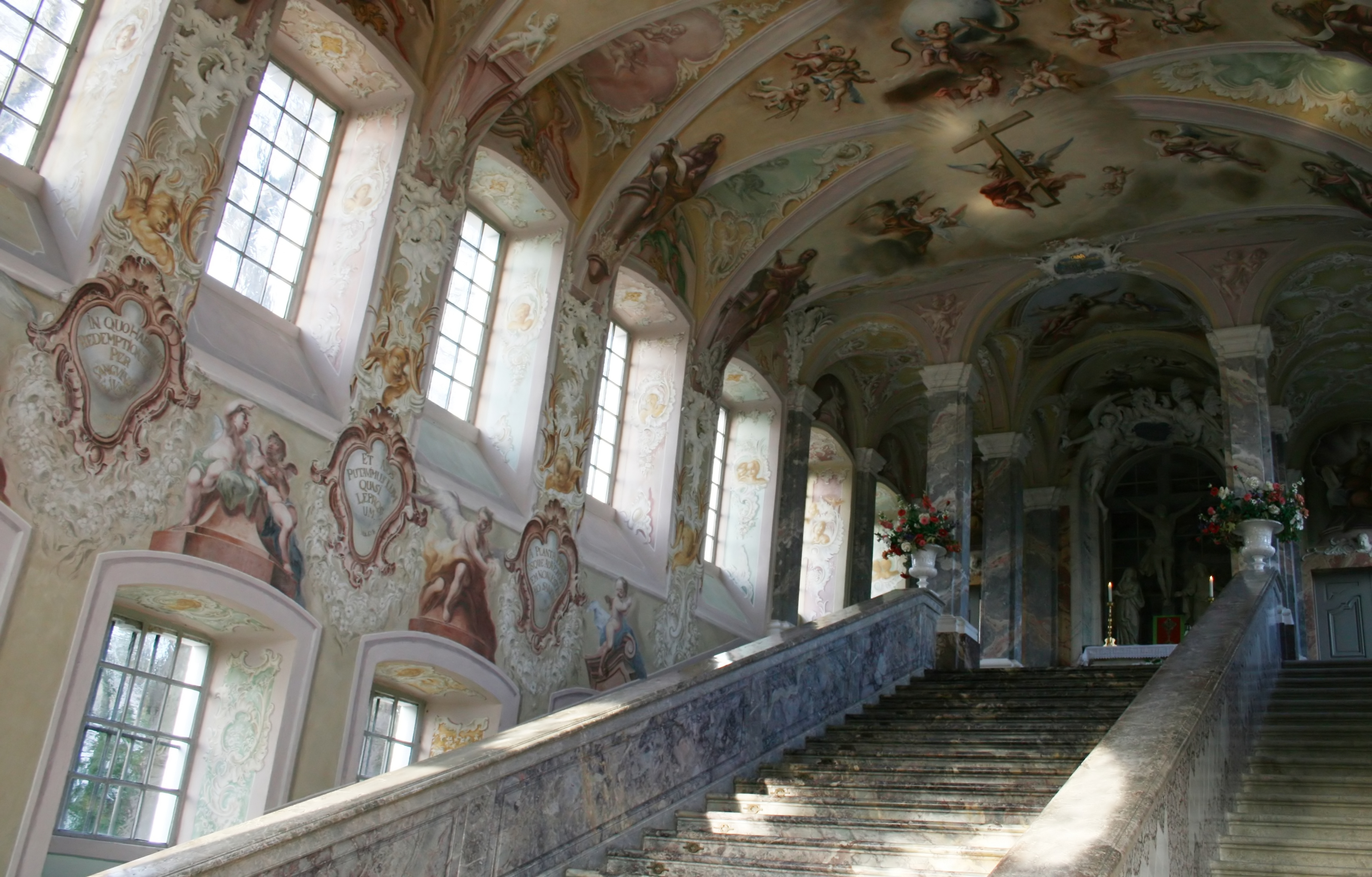
Heilige Trap, Bonn
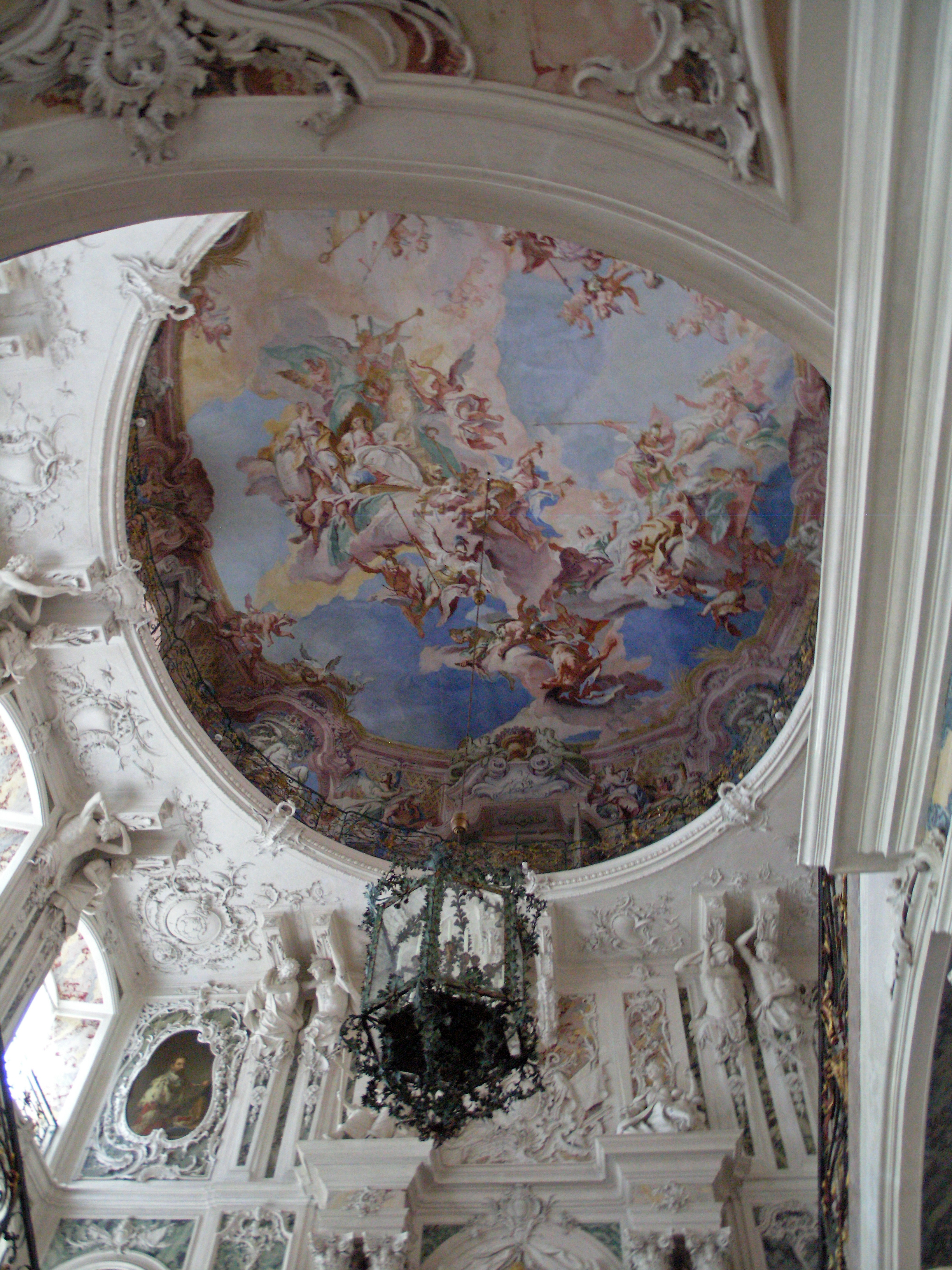
Augustusburg, Brühl
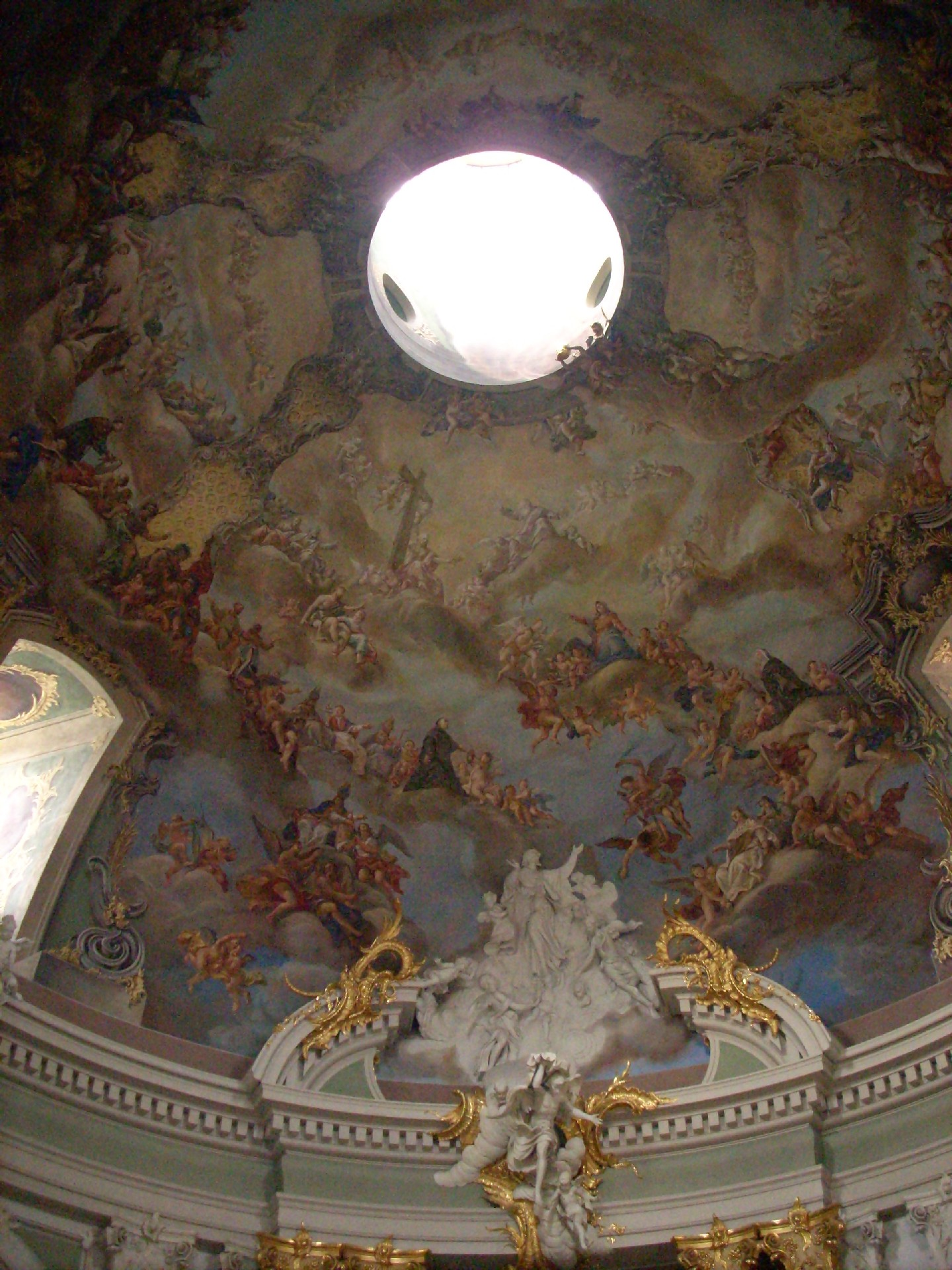
St.-Clemenskerk, Münster
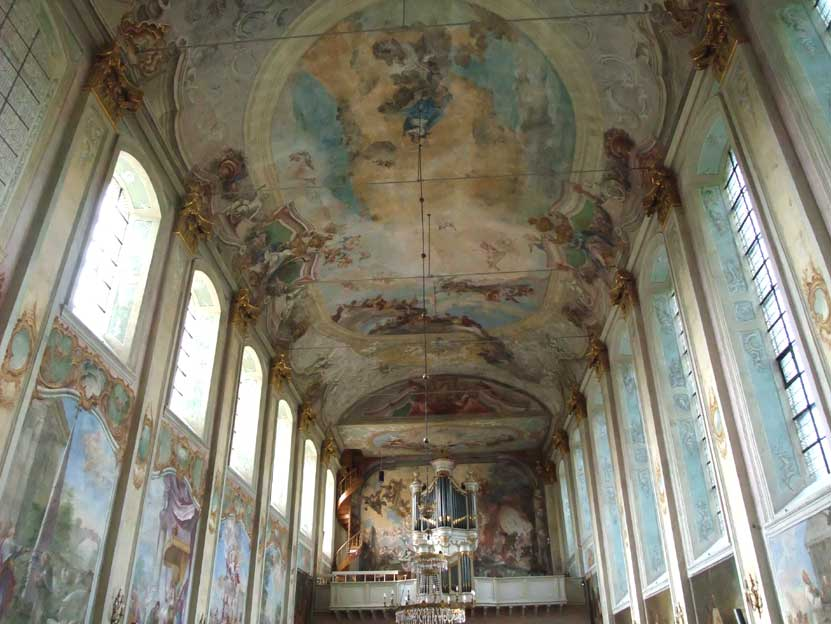
Gerlachuskerk, Houthem

- Gemeinsame Normdatei: 119193531
- International Standard Name Identifier: 0000 0000 6675 0331
- Nationale Bibliotheek van Tsjechië: jn20000701616
- RKD-Nederlands Instituut voor Kunstgeschiedenis: 70868
- Système universitaire de documentation: 142284114
- Union List of Artist Names: 500090151
- Virtual International Authority File: 10650538
- WorldCat: E39PBJh8MtTXytY8VKM9T9wpyd